# Fontenay-lès-Briis
Fontenay-lès-Briis é uma comuna francesa na região administrativa da Ilha de França, no departamento de Essonne. Estende-se por uma área de 9.72 km². Em 2010 a comuna tinha 2 216 habitantes (densidade: 228 hab./km²).